# Anett Kuhlke
Anett Kuhlke är en före detta östtysk handbollsspelare.

## Karriär
Anett Kuhlke spelade för klubblaget TSC Berlin i Oberliga, den högsta ligan i Östtyskland.
Hon tillhörde truppen vid världsmästerskapet i handboll för damer 1990 i Sydkorea och vann en bronsmedalj trots att hon inte spelade  under turneringen för Östtysklands damlandslag i handboll.